# 熊本県道320号長原川野線
熊本県道320号長原川野線（くまもとけんどう320ごう ながはらかわのせん）は、熊本県上益城郡山都町を通る一般県道である。

## 概要

### 路線データ
- 起点：熊本県上益城郡山都町長原（熊本県道180号南田内大臣線交点）
- 終点：熊本県上益城郡山都町川野（国道218号交点）

## 地理

### 通過する自治体
- 上益城郡山都町

### 交差する道路
| 交差する道路              | 交差する場所 | 交差する場所 |
| ------------------------- | ------------ | ------------ |
| 熊本県道180号南田内大臣線 | 長原         | 起点         |
| 国道218号                 | 川野         | 終点         |

### 沿線
- 通潤橋
- 道の駅通潤橋